# Evansville (Alaska)
Evansville ist ein Ort und ein census-designated place (CDP) in der Yukon-Koyukuk Census Area in Alaska in den Vereinigten Staaten. Das U.S. Census Bureau hatte bei der Volkszählung 2020 eine Einwohnerzahl von 12 ermittelt.

## Geographie
Evansville befindet sich südlich der Brookskette am linken Flussufer des Koyukuk River auf einer Höhe von 197 m. Evansville liegt etwa 290 km nordwestlich der Stadt Fairbanks. Bei Evansville befindet sich der Flugplatz von Bettles, das sich in direkter Nachbarschaft von Evansville befindet.

## Geschichte
Evansville entstand als Indianerdorf im Jahr 1945. „Bettles Field“ wurde als Begleitanlage für die Erkundung des Naval Petroleum Reserve Nr. 4 gebaut. Die Arbeit auf dem Flugplatz, der etwa fünf Meilen flussaufwärts des damaligen Standortes von Bettles liegt, zog die Einheimischen an und die Besiedlung begann in der Nähe des nördlichen Endes der Landebahn. 1950 wurde auf „Bettles Field“ ein Postamt eingerichtet. Seit 1980 ist Evansville ein census-designated place.

## Demografie
Zum Zeitpunkt der Volkszählung im Jahre 2020 (U.S. Census 2020) hatte Evansville CDP 12 Einwohner auf einer Landfläche von 59,51 km². Von den Einwohnern waren 6 weiß sowie 5 amerikanisch-indianischer Abstammung.
Beim Zensus im Jahr 2000 wurden 28 Einwohner gezählt, 2010 waren es 15.